# 伊東長禎
伊東 長禎（いとう ながさだ）は、江戸時代後期の備中国岡田藩の世嗣。通称は内膳。

## 略歴
8代藩主・伊東長寛の五男として誕生。幼名は運之助。初名は長祥。正室は水野範明の娘・錦。
文化元年（1804年）1月23日、父・長寛の嫡子となる。家督相続前の文政13年（1830年）に37歳で死去した。
代わって嫡子となった弟・長之は廃嫡され、長禎の長男・長裕が家督を継いだ。